# Brian Nielsen
Brian Nielsen (Korsør, 1 de abril de 1965) es un deportista danés que compitió en boxeo.
Participó en los Juegos Olímpicos de Barcelona 1992, obteniendo una medalla de bronce en el peso superpesado. Ganó una medalla de bronce en el Campeonato Europeo de Boxeo Aficionado de 1991, en el mismo peso.
En abril de 1992 disputó su primera pelea como profesional. En diciembre de 1996 conquistó el título mundial de la IBO, en la categoría de peso pesado. En su carrera profesional tuvo en total 67 combates, con un registro de 64 victorias y tres derrotas.

## Palmarés internacional
| Juegos Olímpicos   | Juegos Olímpicos    | Juegos Olímpicos  | Juegos Olímpicos |
| Año                | Lugar               | Medalla           | Categoría        |
| ------------------ | ------------------- | ----------------- | ---------------- |
| 1992               | Barcelona (España)  | Medalla de bronce | +91 kg           |
| Campeonato Europeo |                     |                   |                  |
| Año                | Lugar               | Medalla           | Categoría        |
| 1991               | Gotemburgo (Suecia) | Medalla de bronce | +91 kg           |